# Hey Arnold! Der Dschungelfilm
Hey Arnold! Der Dschungelfilm (Originaltitel Hey Arnold! The Jungle Movie) ist ein US-amerikanischer Zeichentrick-Fernsehfilm aus dem Jahr 2017. Er basiert auf der Serie Hey Arnold!, die von 1996 bis 2004 von Nickelodeon produziert wurde. Er ist zudem sowohl eine direkte Fortsetzung der Doppelfolge Das Tagebuch der Originalserie als auch des Kinofilms Hey Arnold! The Movie aus dem Jahr 2002.
Der Film wurde am 24. November 2017 auf Nickelodeon, Nicktoons und TeenNick erstausgestrahlt, am 9. Februar 2018 war er auf Nick Deutschland zum ersten Mal zu sehen.

## Handlung
Die Handlung spielt ein Jahr nach der letzten Folge der Originalserie, in den Sommerferien der fünften Klasse. Während ihrer Ferien wollen Arnold und sein bester Freund Gerald ein Video drehen, das sie bei einer humanitären Aktion zeigt. Dieses möchten sie bei einem Wettbewerb einreichen, da eine Reise nach San Lorenzo zu gewinnen ist, wo Arnolds verschollene Eltern mit ihrem Flugzeug gestrandet sind. Für ihr Video bauen sie für den städtischen Superhelden Monkeymann ein Haus aus Unrat. Diese Aktion scheitert aber, worauf Arnold untröstlich wird und seinen Plan abbrechen will.
Als Helga, die seit dem Kindergarten in Arnold verliebt ist, ihn aber gemein behandelt, da sie ihren schlechten Ruf nicht verlieren mag, von Arnolds Traurigkeit erfährt, will sie ihn unterstützen. Sie hatte über all die Jahre Personen mit einer Videokamera interviewt, denen Arnold geholfen hat. Diese Aufnahmen stellt sie zusammen, die gesamte Stadt überrascht Arnold mit dem Video. Einige Tage später verkündet Arnolds Klassenlehrer Mr. Simmons in der Schule, dass das Video den Wettbewerb gewonnen hat. Aus diesem Grund wird die gesamte Klasse und zu Helgas Entsetzen auch ihre ältere Schwester Olga nach San Lorenzo fliegen.
Nach ihrer Ankunft in San Lorenzo wird die Gruppe von Eduardo empfangen, der mit Arnolds Eltern befreundet ist. Er bringt sie auf ein Schiff, wo er Arnold unter vier Augen vor den Gefahren des Dschungels warnt. Er gibt ihm ein Amulett, dass dem grünäugigen Volk gehört, dessen Angehörige in einer verlorenen Stadt leben sollen. In derselben Nacht will Helga Arnold endlich ihre Gefühle gestehen, als das Schiff von Piraten angegriffen wird. Der Angriff kann gerade noch abgewehrt werden, als Arnolds Klassenkameraden herausfinden, dass er von der drohenden Gefahr wusste, wenden sie sich von ihm ab.
Am nächsten Tag erreichen sie ein Basislager. Dort stellt sich heraus, dass Eduardo in Wahrheit ein Söldner namens Lasombra ist. Er hatte sich als Eduardo verkleidet, um Arnold zu täuschen. Er und seine Männer nehmen alle gefangen, Lasombra erklärt, dass der Wettbewerb von ihm fingiert wurde, um Arnold nach San Lorenzo zu locken. Er will mithilfe der Schatzkarte, die sich im Tagebuch von Arnolds Vater befindet, zur verloren Stadt gehen, um so an die Reichtümer zu gelangen. Helga und Gerald können sich befreien und entkommen zusammen mit Arnold. Sie wollen mit dem Tagebuch die Stadt vor Lasombra erreichen. Sie ahnen nicht, dass Lasombra ihre Flucht einkalkuliert und einen Peilsender an Arnolds Amulett angebracht hat. In der Stadt weichen die drei den Fallen geschickt aus, während viele von Lasombras Handlangern diesen zum Opfer fallen.
In der Zwischenzeit kann Arnolds Hausschwein Abner, der sich im Rucksack seines Besitzers versteckt hatte, ebenfalls entkommen. Er schafft es, zurück in die Vereinigten Staaten zu gelangen, wo er sich sogleich auf den Weg zu Arnolds Großeltern Phil und Gertie macht. Sie ahnen sofort, dass Arnold in Schwierigkeiten stecken muss. Am Flughafen treffen sie auf Helgas Eltern Bob und Miriam, die von Helgas bester Freundin Phoebe eine SOS-Nachricht erhalten haben. Die vier chartern ein Flugzeug nach San Lorenzo, mit ihrer Hilfe kann sich der Rest von Arnolds Klasse befreien.
Unterdessen kommen Arnold, Gerald und Helga im Stadtkern an. Die verlorene Stadt wird nur von Kindern bewohnt, da ihre Eltern unter einer mysteriösen Schlafkrankheit leiden, die seit neun Jahren anhält. Die Kinder führen sie zu einer Statue, in der sich der Corazón befinden soll, ein Schatz, mit dem die Krankheit geheilt werden könnte. Allerdings werden sie kurz darauf von Lasombra angegriffen, der Arnold als Geisel nimmt und die Statue entwendet. Während Helga und Gerald die Verfolgung aufnehmen, zwingt Lasombra Arnold, mit seinem Amulett den Schatz freizulegen. Als Lasombra danach greift, aktiviert er einen Schutzmechanismus, worauf ihm ein Giftpfeil in die Stirn geschossen wird und er von einer Klippe stürzt.
Danach kommt ein mysteriöser Mann an. Er stellt sich als Eduardo vor, er war es auch, der das Schiff am Anfang angriff, da er die Kinder vor Lasombra beschützen wollte. Kurz darauf klettert dieser, der den Sturz überlebt hat, hoch und liefert sich einen kurzen Kampf mit Eduardo. Während diesem stoßen sie den Corazón versehentlich von der Klippe, als das Gift bei Lasombra zu wirken beginnt und er in seinen Tod stürzt. Arnold und seine Begleiter gehen zurück in die Stadt, wo Arnold seine Eltern Miles und Stella findet, die ebenfalls von der Schlafkrankheit befallen sind. Sie finden heraus, dass mit dem Corazón ein Tempel geöffnet werden sollte, in dem sich das Heilmittel befindet. Helga benutzt schließlich ihr Medaillon, in dem sich ein Foto von Arnold befindet, als Ersatz. Der Tempel öffnet sich, worauf alle Erwachsenen einschließlich Miles und Stella erwachen und mit ihren Kindern vereint werden. Arnold dankt Helga, realisiert ihre Gefühle für ihn und küsst sie.
Nach einigen Monaten wohnen Miles und Stella nun mit Arnold in der Pension seiner Großeltern. Arnold und seine Freunde machen sich auf den Weg zu ihrem ersten Schultag in der sechsten Klasse. Gerald und Phoebe sind nun ein Paar und laufen händchenhaltend zur Schule, Arnold und Helga haben ebenfalls zueinander gefunden, allerdings behandelt sie ihn in der Öffentlichkeit einmal mehr grob und herablassend. Als Arnold merkt, dass seine Eltern ihnen gefolgt sind, verspricht er, um 15:30 Uhr zuhause zu sein, und betritt seine Schule.

## Synchronisation
Die Figuren Helga, Phoebe, Harold, Rhonda, Olga, Mr. Simmons, Phil, Gertie, Stella, Eduardo, Ernie, Big Bob, Miriam, Patty, Treppenkind, Coach Wittenberg und Miles werden in der englischen Fassung von ihren Sprechern der Originalserie vertont. Lane Toran und Jamil Walker Smith, die in der Serie Arnold und Gerald sprachen, sind im Film als Touristenführer Che und Paulo zu hören.
Die deutsche Synchronisation des Films wurde bei der EuroSync unter der Dialogregie von Christian Zeiger erstellt.
| Rolle                   | Englischer Sprecher  | Deutscher Sprecher        |
| ----------------------- | -------------------- | ------------------------- |
| Arnold Shortman         | Mason Vale Cotton    | Louiz El-Hosri            |
| Gerald Johanssen        | Benjamin Flores, Jr. | Ben Hadad                 |
| Helga Pataki            | Francesca Smith      | Zalina Sanchez            |
| Großvater Phil          | Dan Castellaneta     | Hans-Jürgen Dittberner    |
| Großmutter Gertie       | Tress MacNeille      | Philine Peters-Arnolds    |
| Phoebe Heyerdahl        | Anndi McAfee         | Lisa May-Mitsching        |
| Harold Berman           | Justin Shenkarow     | Birte Baumgardt           |
| Rhonda Wellington Lloyd | Olivia Hack          | Rieke Werner              |
| Eugene Horowitz         | Gavin Lewis          | Julia Blankenburg         |
| Sid                     | Aiden Lewandowski    |                           |
| Stinky Peterson         | Jet Jurgensmeyer     | Anja Rybiczka             |
| Nadine                  | Laya Hayes           | Jodie Blank               |
| Curly                   | Nicolas Cantu        | Christian Zeiger          |
| Mr. Simmons             | Dan Butler           | Peter Flechtner           |
| Big Bob Pataki          | Maurice LaMarche     | Marco Kröger              |
| Miriam Pataki           | Kath Soucie          | Antje von der Ahe         |
| Olga Pataki             | Nika Futterman       | Alice Bauer               |
| Miles Shortman          | Craig Bartlett       | Viktor Neumann            |
| Brainy                  | Craig Bartlett       |                           |
| Stella Shortman         | Antoinette Stella    | Melanie Hinze             |
| Eduardo                 | Carlos Alazraqui     | Nicola Devico Mamone      |
| Ernie Potts             | Dom Irrera           |                           |
| Oskar Kokoschka         | Wally Wingert        |                           |
| Mr. Hyunh               | Wally Wingert        |                           |
| Dino Spumoni            | RIck Corso           | Werner Böhnke             |
| Treppenkind             | Danny Cooksey        |                           |
| Patty                   | Danielle Judovits    |                           |
| Coach Wittenberg        | Jim Belushi          | Joachim Tennstedt         |
| Lasombra                | Alfred Molina        | Sebastian Christoph Jacob |

## Produktion und Veröffentlichung
Im Jahr 1998 verlängerte Nickelodeon Hey Arnold! für eine vierte Staffel und machte dem Serienerfinder Craig Bartlett ein Angebot: Er sollte zwei Spielfilme basierend auf der Serie entwickeln. Einer von diesen sollte entweder ein Fernsehfilm oder eine Direct-to-Video-Produktion sein und Arnold Saves the Neighborhood heißen, während der andere ein Kinofilm werden sollte. Barlett entschied sich dazu, dass letzterer eine Fortsetzung der Episode Beste Eltern der dritten Staffel werden soll und Arnold in diesem seine Eltern finden will. Er gab ihm den Titel Hey Arnold! The Jungle Movie.
Im Jahr 2001 einigten sich Nickelodeon und Paramount Pictures darauf, Arnold Saves the Neighborhood, der eigentlich als Fernsehfilm vorgesehen war, unter dem Titel Hey Arnold! The Movie im Kino auszustrahlen, um ein breiteres Publikum zu erreichen, zumal Hey Arnold! The Movie bei Testaufführungen positiv bewertet wurde. Nickelodeon beauftragte Bartlett aus diesem Anlass auch, eine einstündige Folge von Hey Arnold! zu verfassen, die als Prequel zu Hey Arnold! The Jungle Movie dienen sollte. Die betreffende Folge The Journal wurde am 11. November 2002 auf dem Sender ausgestrahlt. Hey Arnold! The Movie, der am 28. Juni 2002 in die US-amerikanischen Kinos kam, erhielt gemischte bis negative Kritiken und spielte weltweit ungefähr 15 Millionen Dollar ein, was weit hinter den Erwartungen von Nickelodeon und Paramount zurückblieb. Aus diesem Grund wurde Hey Arnold! The Jungle Movie doch nicht produziert, Bartlett verließ den Sender im Jahr 2004. In den darauffolgenden Jahren wurden mehr und mehr Informationen zum Film enthüllt. So wurden zum Beispiel ein 53-seitiges Dokument mit Storyboards zum abgebrochenen Film und 40 Sekunden an Testmaterial veröffentlicht.
Im Jahr 2009 forderten viele Fans der Serie Nickelodeon im Internet auf, Hey Arnold! The Jungle Movie zu produzieren. Zwei Jahre später führten nächtliche Hey Arnold!-Wiederholungen auf dem Nickelodeon-Kanal NickRewind dazu, dass das Interesse der Öffentlichkeit an der Serie und somit auch am unproduzierten Film stieg. Im Oktober 2012 behauptete Bartlett in einem Podcast, sich regelmäßig mit Nickelodeon-Verantwortlichen zu treffen. Im Dezember 2014 verkündete Bartlett in einem weiteren Podcast, dass sowohl er als auch Nickelodeon Interesse daran hätten, neue Folgen von Hey Arnold! zu produzieren.
Am 2. September 2015 gab Russell Hicks, der Geschäftsführer von Nickelodeon, gegenüber Variety bekannt, dass der Sender plane, mehrere seiner älteren Serien wieder aufleben zu lassen. Zwei Monate darauf verkündete Nickelodeon, einen Hey Arnold!-Fernsehfilm zu produzieren, der alle offenen Fragen der Serie beantworten werde, unter anderem auch, wo sich Arnolds Eltern befinden, zudem fungiere Bartlett als Autor und Produzent. Am 1. März 2016 gab Nickelodeon bekannt, dass der Film im Jahr 2017 veröffentlicht wird. Am Folgetag bestätigte Bartlett, dass es sich bei der Produktion um Hey Arnold! The Jungle Movie handle.
Am 21. Juli 2017 wurde auf der San Diego Comic-Con International eine kurze Anfangsszene der Produktion aufgeführt, der Trailer des Films wurde am 6. Oktober desselben Jahres auf dem offiziellen YouTube-Account von Nickelodeon veröffentlicht.

## Auszeichnung
Im Jahr 2018 erhielt der Animator Stu Livingston für seine Arbeit am Film einen Emmy in der Kategorie Outstanding Individual Achievement in Animation.